# 稲葉直人
稲葉 直人（いなば なおひと、1960年 - ）は伊賀陶芸作家。三重県伊賀市出身。
1980年より京都・嵯峨の大覚寺陶房にて5年間の修行生活を過ごす。1983年、立命館大学経営学部卒業。翌年、京都市立工業試験場を終了した。1985年、京都府立陶工訓練校終了。1986年、伊賀丸柱で作陶を開始した。以後、各地で個展を開きながら、活動を行っている。
| スタブアイコン | サブスタブ | この項目は、まだ閲覧者の調べものの参照としては役立たない、人物に関連した書きかけの項目です。この項目を加筆・訂正などしてくださる協力者を求めています（P:人物伝/PJ:人物伝）。 |